# Estação Ferroviária de Tojal
A Estação Ferroviária de Tojal é uma interface encerrada da Linha de Évora, que servia a localidade de Monte do Tojal, no município de Évora, em Portugal.

## História

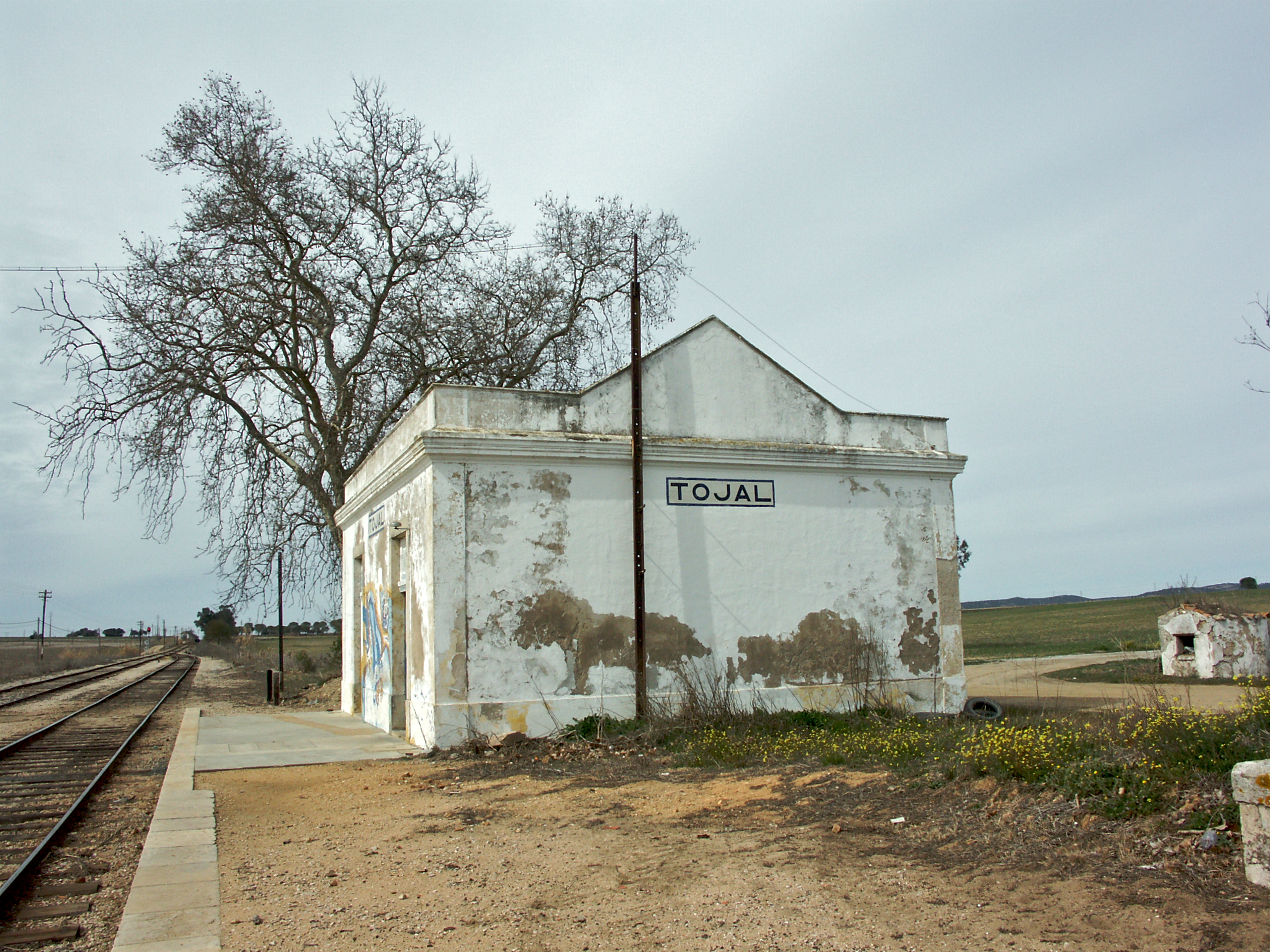
Estação de Tojal em 2005, antes do seu encerramento.

Esta interface situa-se no troço da Linha de Évora entre Casa Branca e Évora, que abriu à exploração em 14 de setembro de 1863.